# Les Vagabonds du rail
Les Vagabonds du rail (The Road), traduit aussi sous les titres La Route et Le Trimard, est un recueil de récits autobiographiques de Jack London parue en 1907.

## Historique
En avril 1894, Jack London participe à la marche de « l'armée industrielle » du « général » Kelly (section de la Coxey's Army (en)), rassemblant chômeurs et vagabonds qui se dirigeait vers Washington. À Hannibal (Missouri), il reprend sa liberté pour trimarder, se fait arrêter pour vagabondage à Niagara Falls (État de New York), passe un mois au pénitencier du comté d'Érié, vagabonde sur les routes, voyage à bord de trains en « brûlant le dur » (comme passager clandestin) pour traverser l'Amérique du Nord et rejoint Oakland (Californie), son point de départ, en novembre 1894.
Le récit de cette équipée est publié initialement dans le Cosmopolitan Magazine de mai 1907 à mars 1908, avant d'être reprise en volume en novembre 1907.

## Résumé
Dans le Cosmopolitan Magazine, The Road se compose de huit articles, un neuvième, en supplément, dans l'édition en volume :
- Confession : Leçons de mendicité...
- Comment on brûle le dur : Comment se cramponner à un train...
- Images : Rencontre avec des Tsiganes...
- Arquepincé : L'arrestation et la prison à Niagara Falls...
- La Taule : Un mois dans le pénitencier du comté d'Érié...
- Trimards croisés dans la nuit : Quelques figures de trimardeurs...
- Trimardeaux et minets : La hiérarchie chez les trimardeurs...
- Deux mille zigues : La vie sur les barges du « général » Kelly...
- Les Rosses : Quelques aventures avec la police...

## Éditions

### Éditions en anglais
- The Road, dans le Cosmopolitan Magazine, de mai 1907 à mars 1908.
- The Road, un volume chez  The Macmillan Co, New York, novembre 1907.

### Traductions en français
- Les Vagabonds du rail, traduit par Louis Postif, in Ric & Rac, périodique, en feuilleton du 13 juillet au 19 octobre 1929.
- Les Trimardeurs du rail, in Les Trimardeurs du rail & Nouvelles du Grand Nord, recueil, Éditions Famot, 1992.
- La Route, traduit par Louis Postif, Paris, Phébus, coll. « Libretto », 2001.
- Le Trimard, traduit par Marc Chénetier, Gallimard, 2016[3].
- Les Vagabonds du rail, trad. Louis Postif, bilingue anglais-français (avec lecture en VO audio intégrée), L'Accolade Éditions, 2017.  (ISBN 978-2-37808-006-8)
- Les Vagabonds du rail, trad. Louis Postif, suivi de Comment je suis devenu socialiste, trad. Juliette Lanos, avec portfolio illustré sur les hobos et le mouvement des sans-emploi de 1894, éditions de la Lanterne, 2023.  (ISBN 978-2-9566386-8-1)

### Édition audio
Jack London (auteur) et Christian Attard (narrateur), litteratureaudio.com, 20 octobre 2019 (écouter en ligne) Téléchargement MP3, sous forme de fichiers séparés ou d'archives groupées ; durée : 4 h 11 min

## Sources
- « Bibliographie de Jack London », sur jack-london.fr (consulté le 28 février 2024)